# 碳粒式麥克風

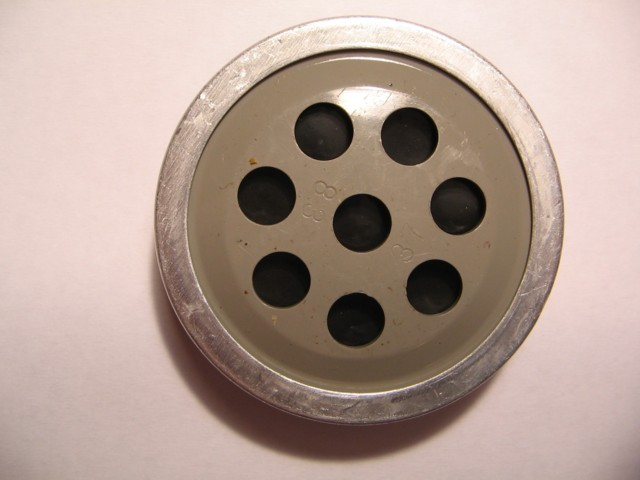
電話裡的碳粒式麥克風

碳粒式麥克風，有時稱作紐扣式麥克風或碳粒式傳聲器，是一種能將聲音轉化為電子信號的傳感器，由兩片分開的金屬薄片及其之間的碳粒組成。朝外的那塊金屬薄片作為傳導震動片。當聲音使薄片振動時，會使其改變對碳粒的壓力，會進一步改變兩薄片之間的電阻 (擠壓碳粒使其更加緊密，因此壓力越大薄片間電阻越小)。當在兩金屬薄片之間施加直流電壓，變化的電壓會帶來電流的變化，這些變化可以通過電話系統傳輸，或在電子系統中將聲音轉化成電信號。
在20世紀20年代，真空管電子放大器開始廣泛應用之前，碳粒式麥克風是獲得高品質音頻信號的唯一實際的方法，被廣泛用於電話系統中。它的製造成本低，輸出信號強，以及良好的高頻輸出特性使其非常適用於電話系統，直到20世紀80年代，新安裝的電話仍然在使用碳粒式麥克風。在此之前，它們在其他應用領域早已被其他類型的麥克風取代（在絕大多數的西方銅線電話網絡中，舊式基於碳粒式麥克風的電話仍在使用未被淘汰）。
碳粒式麥克風曾被廣泛應用於早期的調幅無線廣播系統中(一般為改進過的電話麥克風)，但由於它們有限的響應頻率，以及有較高的噪音，遂於19世紀20年代在該領域中被淘汰。接下來的數十年，它們繼續被廣泛應用於低端播音、軍事以及業餘無線電應用。

碳粒式麥克風的工作原理。 當聲波作用於傳導震動片，碳粒被擠壓使其更加緊密，它們的電阻隨之減少。